# NHL (1935/1936)
Sezon NHL 1935-1936 był 19. sezonem ligi NHL. Osiem zespołów rozegrało po 48 meczów w sezonie zasadniczym. Przed tym sezonem z rozgrywek wycofała się drużyna St. Louis Eagles. Puchar Stanleya zdobyła drużyna Detroit Red Wings. W tym sezonie w meczu Montreal Maroons – Detroit Red Wings odbył się najdłuższy mecz w historii playoffs. Mecz trwał od 20.30 do 2.25.

## Sezon zasadniczy
M = Mecze, W = Wygrane, P = Przegrane, R = Remisy, PKT = Punkty, GZ = Gole Zdobyte, GS = Gole Stracone, KwM = Kary w minutach
| Dywizja Kanadyjska  | M  | W  | P  | R  | PKT | GZ  | GS  | KwM |
| ------------------- | -- | -- | -- | -- | --- | --- | --- | --- |
| Montreal Maroons    | 48 | 22 | 16 | 10 | 54  | 114 | 106 | 504 |
| Toronto Maple Leafs | 48 | 23 | 19 | 6  | 52  | 126 | 106 | 579 |
| New York Americans  | 48 | 16 | 25 | 7  | 39  | 109 | 122 | 392 |
| Montreal Canadiens  | 48 | 11 | 26 | 11 | 33  | 82  | 123 | 317 |

| Dywizja Amerykańska | M  | W  | P  | R  | PKT | GZ  | GS  | KwM |
| ------------------- | -- | -- | -- | -- | --- | --- | --- | --- |
| Detroit Red Wings   | 48 | 24 | 16 | 8  | 56  | 124 | 103 | 384 |
| Boston Bruins       | 48 | 22 | 20 | 6  | 50  | 92  | 83  | 397 |
| Chicago Black Hawks | 48 | 21 | 19 | 8  | 50  | 93  | 92  | 411 |
| New York Rangers    | 48 | 19 | 17 | 12 | 50  | 91  | 96  | 381 |

### Najlepsi strzelcy
| Zawodnik         | Drużyna             | Mecze | Bramki | Asysty | Punkty | Kary w minutach |
| ---------------- | ------------------- | ----- | ------ | ------ | ------ | --------------- |
| Sweeney Schriner | New York Americans  | 48    | 19     | 26     | 45     | 8               |
| Marty Barry      | Detroit Red Wings   | 48    | 21     | 19     | 40     | 46              |
| Paul Thompson    | Chicago Black Hawks | 45    | 17     | 23     | 40     | 19              |
| Bill Thoms       | Toronto Maple Leafs | 48    | 23     | 15     | 38     | 29              |
| Charlie Conacher | Toronto Maple Leafs | 44    | 23     | 15     | 38     | 74              |
| Hooley Smith     | Montreal Maroons    | 47    | 19     | 19     | 38     | 75              |
| Doc Romnes       | Chicago Black Hawks | 48    | 13     | 25     | 38     | 6               |
| Art Chapman      | New York Americans  | 47    | 10     | 28     | 38     | 14              |
| Herbie Lewis     | Detroit Red Wings   | 45    | 14     | 23     | 37     | 25              |
| Baldy Northcott  | Montreal Maroons    | 48    | 15     | 21     | 36     | 41              |

## Playoffs

### Ćwierćfinały
| Boston Bruins – Toronto Maple Leafs | Boston Bruins – Toronto Maple Leafs | Boston Bruins – Toronto Maple Leafs | Boston Bruins – Toronto Maple Leafs | Boston Bruins – Toronto Maple Leafs | Boston Bruins – Toronto Maple Leafs |
| Data                                | Wyjazd                              | Wyjazd                              | Dom                                 | Dom                                 |                                     |
| ----------------------------------- | ----------------------------------- | ----------------------------------- | ----------------------------------- | ----------------------------------- | ----------------------------------- |
| 24 marca                            | Toronto                             | 0                                   | 3                                   | Boston                              |                                     |
| 26 marca                            | Boston                              | 3                                   | 8                                   | Toronto                             |                                     |
| Toronto wygrało bramkami 8:6        |                                     |                                     |                                     |                                     |                                     |

| New York Americans vs. Chicago Blackhawks | New York Americans vs. Chicago Blackhawks | New York Americans vs. Chicago Blackhawks | New York Americans vs. Chicago Blackhawks | New York Americans vs. Chicago Blackhawks | New York Americans vs. Chicago Blackhawks |
| Data                                      | Wyjazd                                    | Wyjazd                                    | Dom                                       | Dom                                       |                                           |
| ----------------------------------------- | ----------------------------------------- | ----------------------------------------- | ----------------------------------------- | ----------------------------------------- | ----------------------------------------- |
| 24 marca                                  | Chicago                                   | 0                                         | 3                                         | NY Americans                              |                                           |
| 26 marca                                  | NY Americans                              | 4                                         | 5                                         | Chicago                                   |                                           |
| NY Americans wygrało bramkami 7:5         |                                           |                                           |                                           |                                           |                                           |

### Półfinały
| Montreal Maroons – Detroit Red Wings                        | Montreal Maroons – Detroit Red Wings | Montreal Maroons – Detroit Red Wings | Montreal Maroons – Detroit Red Wings | Montreal Maroons – Detroit Red Wings | Montreal Maroons – Detroit Red Wings | Montreal Maroons – Detroit Red Wings |
| Data                                                        | Wyjazd                               | Wyjazd                               | Dom                                  | Dom                                  |                                      |                                      |
| ----------------------------------------------------------- | ------------------------------------ | ------------------------------------ | ------------------------------------ | ------------------------------------ | ------------------------------------ | ------------------------------------ |
| 24 marca                                                    | Detroit                              | 0                                    | 1                                    | Mtl. Maroons                         | Po 6 dogrywkach                      |                                      |
| 26 marca                                                    | Detroit                              | 2                                    | 0                                    | Mtl. Maroons                         |                                      |                                      |
| 29 marca                                                    | Mtl. Maroons                         | 0                                    | 3                                    | Detroit                              |                                      |                                      |
| Detroit wygrało 3:0 i awansowało do finału Pucharu Stanleya |                                      |                                      |                                      |                                      |                                      |                                      |

| Toronto Maple Leafs – New York Americans                    | Toronto Maple Leafs – New York Americans | Toronto Maple Leafs – New York Americans | Toronto Maple Leafs – New York Americans | Toronto Maple Leafs – New York Americans | Toronto Maple Leafs – New York Americans |
| Data                                                        | Wyjazd                                   | Wyjazd                                   | Dom                                      | Dom                                      |                                          |
| ----------------------------------------------------------- | ---------------------------------------- | ---------------------------------------- | ---------------------------------------- | ---------------------------------------- | ---------------------------------------- |
| 28 marca                                                    | NY Americans                             | 1                                        | 3                                        | Toronto                                  |                                          |
| 31 marca                                                    | Toronto                                  | 0                                        | 1                                        | NY Americans                             |                                          |
| 2 kwietnia                                                  | NY Americans                             | 1                                        | 3                                        | Toronto                                  |                                          |
| Toronto wygrało 2:1 i awansowało do finału Pucharu Stanleya |                                          |                                          |                                          |                                          |                                          |

### Finał Pucharu Stanleya
| Detroit Red Wings – Toronto Maple Leafs       | Detroit Red Wings – Toronto Maple Leafs | Detroit Red Wings – Toronto Maple Leafs | Detroit Red Wings – Toronto Maple Leafs | Detroit Red Wings – Toronto Maple Leafs | Detroit Red Wings – Toronto Maple Leafs | Detroit Red Wings – Toronto Maple Leafs |
| Data                                          | Wyjazd                                  | Wyjazd                                  | Dom                                     | Dom                                     |                                         |                                         |
| --------------------------------------------- | --------------------------------------- | --------------------------------------- | --------------------------------------- | --------------------------------------- | --------------------------------------- | --------------------------------------- |
| 4 kwietnia                                    | Toronto                                 | 1                                       | 3                                       | Detroit                                 |                                         |                                         |
| 6 kwietnia                                    | Toronto                                 | 4                                       | 9                                       | Detroit                                 |                                         |                                         |
| 9 kwietnia                                    | Detroit                                 | 3                                       | 4                                       | Toronto                                 | Po dogrywce                             |                                         |
| 6 kwietnia                                    | Detroit                                 | 3                                       | 2                                       | Toronto                                 |                                         |                                         |
| Detroit wygrało 3:1 i zdobyło Puchar Stanleya |                                         |                                         |                                         |                                         |                                         |                                         |

## Nagrody
| Hart Memorial Trophy:      | Eddie Shore, Boston Bruins       |
| Lady Byng Memorial Trophy: | Doc Romnes, Chicago Blackhawks   |
| Vezina Trophy:             | Tiny Thompson, Boston Bruins     |
| Calder Memorial Trophy:    | Mike Karakas, Chicago Blackhawks |